# آبشار گاثا
آبشار گاثا (به انگلیسی: Gatha Falls) آبشاری است که در مادایا پرادش، هند واقع شده و ارتفاع کلی ریزشگاه آن ۹۱ متر (۲۹۹ فوت) است.